# Thaila Ayala
Thaila Ayala Sales (Presidente Prudente, Sao Paulo, Brasil; 14 de abril de 1986) es una actriz y modelo brasileña.

## Biografía
Ayala nació en Presidente Prudente, en el interior de São Paulo, en 1986. Vivió en varios países, incluyendo México, Tailandia y Chile.
En abril de 2006 comenzó su carrera como modelo y en julio del mismo año se inscribió en el taller de actores de Rede Globo. También, en 2006, hizo pequeños papeles en telenovelas como Páginas da Vida, Malhação, Cobras e Lagartos, O Profeta 2006 e Pé na Jaca. En noviembre de 2006, cuando terminó el curso en el taller de actores, fue llamada por Quintaes Rosane, productor del reparto de Malhação, que había estado siguiendo su trabajo, para hacer algunas pruebas. Ayala fue probada solo una vez y logró el papel, ganando el título de nuevo protagonista femenina de la serie, que se estrenaría en una nueva temporada en enero de 2007. Interpretó a Marcela, la protagonista de la 14.ª temporada (2007) de la serie adolescente.
En 2006 posó desnuda para la revista Trip.
En 2007, fue fotografiada por Terry Richardson para el libro Río, Cidade Maravilhosa, lanzado ese mismo año. Tras ser publicada la foto, la actriz y modelo, que aparece en la foto con el seno al descubierto y mordiendo los labios echando del productor Luis Fernando Silva, afirmó haberse arrepentido de su participación en el libro.
En 2011 dijo que posar nuevamente desnuda sería "una violación".
Fue bautizada en la iglesia Bautista Pentecostal el domingo 21/08/16. La actriz anunció en Instagram una foto del momento de su bautismo.

### Vida privada
El 19 de noviembre de 2011 se casó con el actor Paulo Vilhena, y se separaron en 2013.

## Filmografía

### Televisión
| Televisión | Televisión                  | Televisión                               | Televisión                         |
| ---------- | --------------------------- | ---------------------------------------- | ---------------------------------- |
| Año        | Título                      | Personaje                                |                                    |
| 2006       | Malhação                    | Vanessa Galvão                           |                                    |
| 2007       | Malhação                    | Marcela Pereira da Silva (Marcela Persí) |                                    |
| 2008       | Faça Sua História           | Kênia                                    | Episodio: Bandeira 5               |
| 2009       | India, una historia de amor | Shivani Mugdaliar                        |                                    |
| 2010       | Cuchicheos                  | Amanda Moura                             |                                    |
| 2012       | Encantadoras                | Giselle                                  | Episodio: del 5 al 6 de septiembre |
| 2013       | Laberintos del corazón      | Camila Lancaster                         |                                    |
| 2014       | (Des)encontros              | Lara                                     | Episodio: Lara e Gael              |
| 2015       | As Canalhas                 | Danielle                                 | Episodio: Danielle                 |
| 2018       | Coisa Mais Linda            | Helo                                     |                                    |

### Cine
| Cine | Cine                        | Cine                | Cine                                        |
| ---- | --------------------------- | ------------------- | ------------------------------------------- |
| Año  | Título                      | Personaje           | Notas                                       |
| 2014 | Apnéia                      | Julia               | Cortometraje                                |
| 2015 | Foreign Tongues             | Mariana             | Cortometraje                                |
| 2016 | Mais Forte que o Mundo      | Laura               |                                             |
| 2016 | Tesla: Drive the Future     | Garota              | Cortometraje                                |
| 2016 | Water Warrior               | Mulher entrevistada | Cortometraje                                |
| 2017 | Sex.Sound.Silence           | Thaila              | Cortometraje                                |
| 2017 | O Matador                   | Renata              |                                             |
| 2017 | El pájaro loco              | Vanessa             | Como actriz de voz                          |
| 2018 | A Touch of Aurora           | Sara                | Cortometraje Director - Aditya J Patwardhan |
| 2018 | Talvez uma História de Amor | Clara               |                                             |
| 2018 | Coração de Cowboy           | Paula               |                                             |
| 2018 | Hotel Delire                | Letícia             |                                             |
| 2019 | Zeroville                   | Maria               |                                             |